# ボンバーマンMAX
ボンバーマンMAX（ぼんばーまんまっくす）は1999年12月17日にハドソンから発売されたゲームボーイカラー用アクションゲーム。

## 概要
本作はボンバーマンシリーズ初の2バージョンで発売されたソフトであり、それぞれ『ボンバーマンMAX 光の勇者』と『ボンバーマンMAX 闇の戦士』という名称である。各バージョンは海外ではそれぞれ『BLUE CHAMPION』（光の勇者）、『RED CHALLENGER』（闇の戦士）の名称になっている。
各バージョンは操作できる主人公キャラクターや登場するキャラボン、収録されているステージが異なる。
開発当初は闇の戦士版の主人公を黒ボンバーマンにする予定であったと思われる。

## ストーリー
とある宇宙空間に、それぞれ異なる進化をした5つの星があった。その中の1つ、機械惑星「フューチャースター」に怪しい影が忍び寄り、惑星を管理しているコンピューター「ブレイン」が暴走を始めた。フューチャースターから放たれた光によって、他の惑星が次々に機械化されてしまう。宇宙基地「ボンバーベース」のDr.アインは、事件の原因を究明し、それぞれの星に生息するキャラボンたちを救うようにボンバーマンとマックスの2人に指令を送った。この事件の裏には全宇宙の機械化を企む謎の組織「機械化組織」の存在があるようだが…。はたして、ブレインの暴走を止め、宇宙の危機を救うのはボンバーマンとマックスのどちらだろうか…。

## 操作キャラクター
ボンバーマン
全宇宙の機械化を企む謎の組織を倒すために立ち上がった、光の勇者バージョンの主人公。絶滅の危機を迎えているキャラボンの救出に全力を尽くす熱い心の持ち主。炎の爆弾で戦う。
マックス（MAX）
全てが謎に包まれた、闇の戦士バージョンの主人公。機械化された右手は様々な能力が隠されているらしいが、その全てを見たものはいない。ボンバーマンとは対照的にクールな性格だが、敵である機械化組織に対しては、なぜか激しい怒りの感情を抱いている。雷属性の爆弾「ライトニングボム」で戦う。

## ノーマルゲーム
ボンバーマンまたはマックスを操作し、爆弾を武器に数々のエリアをクリアしていく。エリア毎に決められたクリア条件を満たすと次のエリアに進むことになり、最終エリアをクリアするのが目的。今回は出口が複数出現する事があり、選んだ出口によって次のステージが変化する。ステージには番号が割り振られているが、ルート分岐するため番号順に進むとは限らない。出口の色は行き先が未クリアなら青・クリア済なら赤になるため、ルート進行の参考にできる。また、「○○以外を倒せ」や「残り時間が1:00になるまでに○○せよ」などの条件の時に、プレイ途中で条件を満たせなくなるようなことが発生した場合も青いゴールが出現するが、その出口は現在プレイしているエリアの入り口に通じているため、そのエリアをもう一度やり直すことになる。一度クリアしたことのあるエリアは、条件を満たさなくてもゴールが出現する。
爆弾の爆風や、敵・攻撃トラップへの接触、時間切れになるとミス。残り人数が減り、エリアの最初からやり直しになる。基本的なものを除いたアイテムの効果も失われる。残り人数が0の時にミスをするとゲームオーバー。コンティニューは何度でも可能だが能力は初期状態に戻る。特定のアイテムで残り人数が増える。
エリアは全部で100だが、クリアには全てを辿る必要は無い。ゲームオーバーになると、エリア攻略率に応じた称号がもらえる。
本作では2つのセーブファイルが用意され、マニュアルセーブで記録される。ロード時・ゲームオーバー時にクリア済のエリアを自由に選ぶ事ができる。

## ステージ
舞台となる進化の異なる5つの惑星。

### ステージ1 原始惑星 ザウルススター
- 特徴：火山から溶岩や火山弾が噴き出し、原人や野獣たちが走り回る未開の惑星。ジャングルに覆われて見えにくい場所が多い。
- ボス：ドグー

### ステージ2 忍者惑星 シークレットスター
- 特徴：下町情緒溢れる純和風な惑星。忍者や手裏剣、からくり人形などの敵が登場する。ジャンプ台やワープゾーン、トロッコなどの移動タイプの仕掛けが多い。
- ボス：カブキマン

### ステージ3 戦闘惑星 バトルスター
- 特徴：常に戦争をすることで栄えてきた軍事惑星。踏むと2つの矢印の方向に炎が出る「地雷」や着火点に爆風を当てると燃える「導火線」、上からパラシュートで落ちてきて着地すると爆発する「パラボン」などの危険なトラップが多数存在する。
- ボス：ソルジャータンク

### ステージ4 都市惑星 シティスター
- 特徴：現在も拡張工事中の市街地風惑星。工事中のため、爆風で道路が陥没し通れなくなる箇所や、安全灯を振り道を塞ぐ「安全人形[4]」なども存在する。
- ボス：ソーサリー

### ステージ5 機械惑星 フューチャースター
- 特徴：全てを機械が管理する、未来的な科学惑星。進行を遮断するレーザーやバリア、吸爆マグネットなどが設置されている。
- ボス：ブレイン

## アイテム
ファイアーアップ
爆弾の火力が伸びる。最大4。
ボムアップ
一度に置ける爆弾の数が増える。最大4。
スピードアップ
移動速度が1段階速くなる。最大4。
ゲタ
移動速度が1段階遅くなる。
ブロック通過
ソフトブロックを通り抜けられる。効果は入手したステージに限られる。
ボム通過
爆弾の上を通り抜けられるようになる。ボムキックとの併用はできない。効果は入手したステージに限られる。
ボムキック
体当たりすることで爆弾をキックできる。キックした爆弾は障害物に当たると止まる。ボム通過との併用はできない。効果は入手したステージに限られる。
パワーグローブ
爆弾の上でAボタンを押すと爆弾を持ち上げることができる。持ち上げたまま移動でき、ボタンを離すと進行方向に投げる。ラインボムとの併用はできない。効果は入手したステージに限られる。
ラインボム
Aボタンを2回押すと、全ての爆弾を並べて設置できる。パワーグローブとの併用はできない。効果は入手したステージに限られる。
フルファイアー
爆弾の火力が最大になる。
ハート
ダメージを1回だけ無効にできる。効果は入手したステージに限られる。
貫通ボム
爆弾の炎が、火力分だけソフトブロックを突き抜ける。リモコンとの併用はできない。効果は入手したステージに限られる。
リモコン
設置した爆弾をBボタンで爆破できる。貫通ボムとの併用はできない。効果は入手したステージに限られる。
無敵スーツ
8秒間だけ無敵になる。
1UP
ボンバーマン、マックスの残り人数が1人増える。
タイマー
16秒間、敵の動きと残り時間のカウントが止まる。
エサ
キャラボンに与えるエサ。取ったときにつれて歩いているキャラボンの能力値をあげることができる。
- 剣 - 攻撃力が上がる。
- 盾 - 防御力が上がる。
- 星 - 特殊攻撃力が上がる。

## 敵キャラクター

### ステージ1（原始惑星 ザウルススター）
バロム
HP1。オレンジ色の風船。シリーズにも数多く登場する。
ウッホ
HP1。原人。気まぐれに歩き、たまに走り出す。
パピードラゴン
HP2。移動方向を変えるときに炎を吐く。
マッドフラワー
HP1。紫色の花。ボンバーマンやマックスが近づくと追いかけてくる。
マジーンジュニア
HP2。ジャンプする埴輪。
スカルヘッド
HP2。髑髏。目だけになった状態ではダメージを与えられない。
イノッシー
HP1。イノシシ。ボンバーマンやマックスと直線上に並ぶと突進してくる。
グレイン
HP2。火の玉。ソフトブロックを通過できる上、残像に触れてもダメージを受けてしまう。
ドグー（ボス）
HP5。土偶に似た姿を持つボス。分身である4つの土器がフォーメーションを組み、レーザー攻撃をしてくる。

### ステージ2（忍者惑星 シークレットスター）
バク丸
HP1。赤い服を着た忍者。爆弾に化けて待ち伏せしてくる。
トビ丸
HP1。青い服を着た忍者。爆風をジャンプして避けてしまう。
ナゲ丸
HP2。緑色の服を着た忍者。直線上に並ぶと手裏剣を投げて攻撃してくる。
デスダーツ
HP2。手裏剣のような敵。直線上に並ぶとダッシュして追いかけてくる。
ライトロン
HP1。緑色の提灯お化け。ソフトブロックを通過する青い炎の玉を吐く。
キャンドラー
HP1。ろうそく。近づくと炎が灯り、追いかけてくる。
パックンガー
HP2。釜。爆弾を食べてしまう。『スーパーボンバーマン4』とは異なり、倒してもタマゴにならず乗ることはできない。
カラクリン
HP1。市松人形のような敵。ジェネレーターから生まれ、しつこく追ってくる。
カブキマン（ボス）
HP6。日本の伝統芸能、歌舞伎を会得したボス。銭投げ攻撃や水芸攻撃を仕掛けてくる。

### ステージ3（戦闘惑星 バトルスター）
ソルジャーゴースト
HP1。骸骨の兵士。直線上に並ぶと発砲してくる。
モグモグ
HP1。モグラ。地中に潜っている間は倒すことができない。
キャタバトラー
HP2。戦車。移動中に弾を発射して攻撃してくる。
コプター
HP2。ヘリコプターのような敵。飛行中は無敵で、着地したときしか攻撃できない。
ドキューン
HP1。弾丸のような敵。直線上に並ぶといきなり突進してくる。
ガッシーン
HP2。岩石のような敵。ブロックを飛び越えて襲ってくる。
カンカラ
HP1。缶。ジャンプしながら動き、缶の中身を飛ばして攻撃する。
ボムボム
HP1。手榴弾のような敵。ふらふら動き、近づくと自爆して炎を発射する。
ソルジャータンク（ボス）
HP7。全身を、火炎放射器などの武器で固めたボス。当たると痺れてしまう毒ガス攻撃、炎を直線に放射する火炎攻撃。ザコキャラ「ボムボム」を放つ手榴弾攻撃をしてくる。

### ステージ4（都市惑星 シティスター）
ボムキャリー
HP2。ブルドーザーのような敵。左右の爆弾を運んでしまう。
カップン
HP2。カップに入っている敵。爆弾を踏み潰してしまう。顔を出したときのみ攻撃可能。
マンホールマン
HP1。マンホールのような敵。マンホールから目を出したときだけ攻撃できる。
スピーダー
HP2。タイヤのような敵。目の前の爆弾をキックして攻撃してくる。
シツコイン
HP1。名前の通り、ボンバーマンとマックスをしつこく追ってくるコイン。自動販売機型のジェネレーターから吐き出される。
ダスター
HP1。ごみ箱のような敵。ジャンプしながら移動する敵。
ハッシー
HP2。つるはし。ソフトブロックを破壊しながら移動する。
チューヤン
HP2。ネズミ。スピードを変えながら追いかけてくる。
ソーサリー（ボス）
HP8。全身を機械化した緑色の宇宙竜。地面に潜る、地面から飛び出るを繰り返したり、弾を出したり、とぐろを巻いた状態の体当たりを仕掛けてきたりする。

### ステージ5（機械惑星 フューチャースター）
サーチロボ
HP2。しつこく追いかけてきて、並ぶと電撃を発射する。
ファントマ
HP2。画面の上から落ちてきてボンバーマンとマックスを追いかける。
ホログラボン
HP2。ボンバーマンとマックスの偽物。爆弾を置くだけでなく、ボムキックもしてくる。
メカメカドン
HP1。爆弾。たまに動きを止めていきなり大爆発する。
ラジボンジュニア
HP1。目が飛び出ている敵。爆弾に寄ってきて、ボムキックをしてくる。
ソーサー
HP1。UFO。ブロックを通過し、近づくと放電してくる。
ブロックン
HP2。普段はソフトブロックに化けており、爆風が効かない。移動中のみダメージを与えることができる。
ボヨヨーン
HP1。スリンキーのような敵。ブロックを通過することができる。
ブレイン（ボス）
HP12。突如暴走を始めた巨人頭脳。ダメージを受けると自己進化して姿と攻撃を変える。
1段階目は本体の4つの砲台からの電流攻撃、左右のビットからのレーザー攻撃をしてくる。4つの砲台を破壊すると2段階目に移行する。
2段階目は戦車のような姿になり、爆弾を弾き飛ばしながら移動するようになる。4回ダメージを与えると3段階目に移行する。
3段階目はヘリコプターのような姿になり、4体に分身する。本物である1体にしかダメージを与えられない。時々止まって電撃を放射して攻撃してくる。4回ダメージを与えることで倒せる。

## キャラボン
属性を持つ不思議な生物。絶滅の危機に瀕した種で、世界各地で保護されようとしている。属性には「火（ドラゴン系）」、「水（魚系）」、「電気（ポミュ系）」、「土（獣系）」の4つが存在する。各属性の相性は「火は土に強く、土は電気に強く、電気は水に強く、水は火に強い」となっている。相性が悪い属性相手への特殊攻撃は効果が小さく、「火と電気」、「土と水」のような、相性が良くも悪くもない間の特殊攻撃は効果なしとなる。キャラボンはノーマルゲーム中の特定のエリアで救出することによって入手できる。この場合、入手できるキャラボンはバージョンによって異なる。自分とは異なるバージョンのキャラボンを入手するには、後述のバトルゲームに勝利して、相手のキャラボンをもらう以外にない。合成することでしか入手できないものもいる。また、入手の難しいキャラボンも存在し、中には入手条件が当時のイベントでの配布など、現在ではほとんど入手できないものも存在する。

### キャラボンのステータス
アイテム「エサ」を取ると、その時つれて歩いているキャラボンの能力値が上がる。能力には「攻撃力」、「防御力」、「特殊攻撃力」の3つが存在する。キャラボンによって能力値の上限が異なり、火の属性のキャラボンは攻撃力が高く、水の属性のキャラボンは防御力が高く、電気の属性のキャラボンは特殊攻撃力が高く、土の属性のキャラボンは3つの能力値の上限がバランス良く設定されている。

### キャラボンリスト
1つの属性を持つキャラボン (ノーマルゲーム中で救出して手に入れるキャラボン)
- ドラコ

原始惑星に生息する巨大恐竜。口から炎を吐いて敵を焼く。
属性 : 火
バージョン : 闇の戦士
合成 : 可
特殊攻撃 : ヒートファイアー
- シェル

固い貝殻で身を守っているキャラボン。特殊攻撃「アクアボンバー」で津波を起こすことができる。
属性 : 水
バージョン : 光の勇者
合成 : 不可
特殊攻撃 : アクアボンバー
- ポミュ

プラズマを地面に放つ「サンダーヘッド」で攻撃する。
属性 : 電気
バージョン : 光の勇者
合成 : 可
特殊攻撃 : サンダーヘッド
- エレファン

巨大な象。特殊攻撃「グランシェイカー」で敵を動けなくする。
属性 : 土
バージョン : 闇の戦士
合成 : 不可
特殊攻撃 : グランシェイカー
- シードラン

火柱を回転させて放つ「バーニングスピン」が得意。
属性 : 火
バージョン : 光の勇者
合成 : 不可
特殊攻撃 : バーニングスピン
- マリンイール

うつぼ忍軍に所属していた巨大魚。特殊攻撃「マッドブリザード」で猛吹雪を起こす。
属性 : 水
バージョン : 闇の戦士
合成 : 可
特殊攻撃 : マッドブリザード
- ナックルポミュ

格闘向きに進化したポミュ。必殺技は「サンダーパンチ」。
属性 : 電気
バージョン : 闇の戦士
合成 : 不可
特殊攻撃 : サンダーパンチ
- パンサーファング

長い牙が特徴の原始豹。石つぶてを撃って攻撃する。
属性 : 土
バージョン : 光の勇者
合成 : 可
特殊攻撃 : ストーンカッター
- ツインドラゴン

2つの頭がそれぞれ意志を持つ双頭竜。それぞれの口から炎を吐く。
属性 : 火
バージョン : 闇の戦士
合成 : 可
特殊攻撃 : ダブルファイアー
- シーバルーン

紫色のタコ。全身の口から無数の泡を吐き敵を包み込む「バブルシャワー」が得意。
属性 : 水
バージョン : 光の勇者
合成 : 可
特殊攻撃 : バブルシャワー
- アニマルポミュ

4足歩行になったポミュ。プラズマを発しながら突進する「サンダーアタック」が必殺技。
属性 : 電気
バージョン : 光の勇者
合成 : 不可
特殊攻撃 : サンダーアタック
- ビッグオックス

獰猛な暴走野牛。石の槍を放って攻撃する「ストーンスピア」が必殺技。
属性 : 土
バージョン : 闇の戦士
合成 : 不可
特殊攻撃 : ストーンスピア
- プテラドン

翼竜のキャラボン。翼から炎の矢を発射する。
属性 : 火
バージョン : 光の勇者
合成 : 可
特殊攻撃 : ファイアーボウ
- シャークン

サメのキャラボン。敵を氷柱で切り裂く「アイスラッガー」で攻撃する。
属性 : 水
バージョン : 闇の戦士
合成 : 不可
特殊攻撃 : アイスラッガー
- ハンマーポミュ

怪力を身につけたポミュ。特殊攻撃「サンダーハンマー」で地面にプラズマを落とす。
属性 : 電気
バージョン : 闇の戦士
合成 : 可
特殊攻撃 : サンダーハンマー
- ユニコルノス

角に聖なる力を秘めた伝説の馬。竜巻を起こして相手を攻撃する。
属性 : 土
バージョン : 光の勇者
合成 : 不可
特殊攻撃 : ヘヴィハリケーン
- アイアンドラゴン

機械の体を持つ鋼鉄剣竜。お腹から「メガバーニング」を発射する。
属性 : 火
バージョン : 闇の戦士
合成 : 不可
特殊攻撃 : メガバーニング
- クラーケン

機械化された太古の大イカ。特殊攻撃「メガタイフーン」で台風を起こすことができる。
属性 : 水
バージョン : 光の勇者
合成 : 可
特殊攻撃 : メガタイフーン
- ビーストポミュ

獣から竜に進化したポミュ。プラズマを発しながら回転する「サンダースピン」で攻撃する。
属性 : 電気
バージョン : 光の勇者
合成 : 不可
特殊攻撃 : サンダースピン
- メカニコング

全身を機械化したゴリラの王様。鋼鉄のボールを敵に投げつける「メガクラッシャー」が必殺技。
属性 : 土
バージョン : 闇の戦士
合成 : 可
特殊攻撃 : メガクラッシャー
2つの属性を持つキャラボン (合成で手に入れるキャラボン)
- アクアドラゴン

属性 : 火＋水
特殊攻撃 : ジェットストリーム
- ポミュドラゴン

属性 : 火＋電気
特殊攻撃 : サンダースコール
- サンダーコング

属性 : 電気＋土
特殊攻撃 : サンダーボール
- サンダーシャーク

属性 : 水＋電気
特殊攻撃 : アイスクラッシャー
- ロックスネーキー

属性 : 水＋土
特殊攻撃 : ロックスパイラル
- ファイアーフォース

属性 : 火＋土
特殊攻撃 : ヒートハリケーン
3つの属性を持つキャラボン (特別な条件で手に入れるキャラボン)
- シャードラ

属性 : 火＋水＋電気
バージョン : 光の勇者
ミニゲーム「あみだくじ」で入手。
特殊攻撃 : コールドシャーク
- オックスバトラー

属性 : 火＋電気＋土
バージョン : 闇の戦士
ミニゲーム「あみだくじ」で入手。
特殊攻撃 : ストーンウルフ
- ヒートロック

属性 : 火＋水＋土
配布イベントで入手。
- タッコング

属性 : 水＋電気＋土
配布イベントで入手。

## リモコンシャワー
「隠しエリアの入口に入るのだ!!」と指示されるエリアに存在する隠しエリアの入口に足を踏み入れると、メッセージが表示される。メッセージ中の選択肢である「けってい」を選ぶことで、「ゲームほんたいにリモコンをむけてすきなボタンをおしてください!」と表示される。この画面の時にゲームボーイカラー本体の赤外線ポートにリモコン（テレビのリモコン、エアコンのリモコンだけでなく、『たまごっち』や『Wii』のセンサーバーなど赤外線式のものであれば何でもよい）を向けてボタンを押すと、8種類のミニゲームのどれかを遊ぶことができる。しかし互換機など赤外線ポートのない機器では遊ぶことができない上、前述の選択肢である「けってい」を選んでしまうとゲームの進行が不可能になってしまうため、前述の選択肢で「キャンセル」を選ぶ必要がある（キャンセルを選んでもエリアクリアの条件は満たしたことになる）。

### ボーナスゲーム
いつものボーナスゲーム
無敵状態のプレイヤーを操作してバロムを倒し次々に倒すゲーム。バロムを20体倒すごとに残り人数が1アップする。
ワープゲーム
ワープの仕掛けを使って、制限時間中に、エリア内のアイテムを集めるゲーム。
スロットゲーム
スロットマシンの3つのスイッチを爆風で押して、絵柄が揃うとアイテムがもらえるゲーム。
キックゲーム
キックを使って邪魔なゲタを燃やし、アイテムを取りながらゴールを目指すゲーム。

### ミニゲーム
めくってポン!
パネルを2枚ずつめくって同じ絵柄が揃うとアイテムがもらえるゲーム。
シルエットクイズ
キャラボンたちのシルエットを見て、名前を当てるミニゲーム。
アカ・シロはたあげ
画面に表示されるボタンを押してライバルとどちらが早く旗を揚げられるかを競うゲーム。
あみだくじ
4つの道から1つを選んで、ゴールにあるアイテムをもらえるゲーム。隠しキャラボンが手に入るゲームでもある。

## バトルゲーム
ゲームボーイカラー本体の赤外線通信機能を用いて、ノーマルゲームで集めたキャラボンを友達のキャラボンと対戦させたり、キャラボン同士を合成させて新しいキャラボンを作ったりして遊ぶことができるゲームモード。

### たいせん
ルール
1対1のオートバトルを3回戦行い、相手のHPを0にするか、残りHPが多い方が勝ちになる。残りHPが同じ場合はドロー(引き分け)になる。バトルに勝つと、倒した相手のキャラボンを手に入れることができ、負けたプレイヤーはそのキャラボンを失ってしまう。同じ種類のキャラボンを再び手に入れることは可能だが、再入手したキャラボンのステータスは初期値になってしまう。
コマンド
キャラボンがバトル中に取る3種類の行動。
- こうげき - 通常攻撃を行うコマンド。剣のマークで表される。
- ぼうぎょ - 敵の攻撃を防ぐコマンド。盾のマークで表される。
- とくしゅ - キャラボンの属性による特殊攻撃を行うコマンド。星のマークで表される。

作戦
対戦は3種類のコマンドを組み合わせた作戦（全6種類）の中から3つをあらかじめ選んで行う。
- せめたらまもれ! - こうげき→ぼうぎょ→とくしゅ
- せんてひっしょう! - こうげき→とくしゅ→ぼうぎょ
- まもりがいちばん! - ぼうぎょ→こうげき→とくしゅ
- しあげはばっちり! - ぼうぎょ→とくしゅ→こうげき
- はでにいこうぜ! - とくしゅ→こうげき→ぼうぎょ
- わざがひかるぜ! - とくしゅ→ぼうぎょ→こうげき

### ごうせい
自分と相手が合成に使用したいキャラボンを1体ずつ選んで合成を行う。合成可能なキャラボンでないと成功しない。合成が成功すると、新しいキャラボンがお互いのファイルデータに記録され、合成に使用したキャラボンは消失する。合成キャラボンの初期ステータスは、合成に使用したキャラボンのステータス合計値になる。

## ピッチエリア
自分と異なるバージョンのソフトとノーマルゲームのエリアを交換することができるモード。本作は全部で100のエリアがあり、どれだけのエリアをクリアしてエンディングを迎えるかで、エンディングの内容が異なる。エリアクリア達成率が0%～79%だとバッドエンド、80%～99%だとノーマルエンド、そして100%だとグッドエンドとなる。しかし2つのバージョンに分かれている本作は、それぞれのバージョンに違ったエリアが含まれており、単体では100%にならないようになっている。そこでゲームボーイカラーの赤外線通信機能を用いて、互いの不足エリアを交換し、補い合うことで全エリアを揃え、クリア率を100%にすることで完全制覇が可能となる。
本作のエリアの内訳は、以下の通り。
光の勇者・闇の戦士共通エリア(60)
光の勇者専用エリア(20)
闇の戦士専用エリア(20)

## 非売品
本作には非売品としていくつかのバージョンが存在する。例えば、ぺんてるのキャンペーンに応募して抽選で入手できる『ボンバーマンMAX Ain（アインバージョン）』は「光の勇者」と「闇の戦士」をミックスした内容になっており、2つのバージョンのステージを1度に楽しむことが出来る。
他にもNINTENDO 64用ソフト『爆ボンバーマン2』とのタイアップキャンペーンの1つである「爆ボン2解く得キャンペーン」に応募することで入手できる『ボンバーマンMAX 完全データバージョン』は全ステージ、全キャラボンのデータが入っており、光の勇者か闇の戦士のいずれかが贈られてくる。『Ainバージョン』『完全データバージョン』共に、非売品のため現在入手は困難。

## 関連書籍
- ボンバーマンMAX 光の勇者 闇の戦士 公式ガイドブック
  - 2000年、小学館発行、ISBN 4-09-102835-7